# Désert côtier atlantique
 (septembre 2024).
Localisation
Le désert côtier atlantique est une écorégion terrestre définie par le Fonds mondial pour la nature (WWF), qui occupe la façade atlantique du Sahara, en Afrique du Nord. Elle appartient au biome des déserts et brousses xériques de l'écozone paléarctique.
Ce désert de faible altitude couvre la majeure partie de la côte du Sahara occidental depuis Laâyoune au Nord et s'étend au Sud jusqu'à la capitale mauritanienne, Nouakchott, sur une distance totale de 754 km. À son emplacement, les brouillards et les brumes fréquentes créés par le courant des Canaries au large fournissent une humidité suffisante pour la croissance de lichens, plantes succulentes et arbustes.